# Utopian Land
Az Utopian Land (magyarul: Utópisztikus ország) a görög Argo zenekar dala, mellyel Görögországot képviselték a 2016-os Eurovíziós Dalfesztiválon, Stockholmban. A dal belső kiválasztás során nyerte el az eurovíziós indulás jogát, és 2016. március 10-én mutatták be nyilvánosan.

## Eurovíziós Dalfesztivál
A dalt az Eurovíziós Dalfesztiválon a május 10-i első elődöntőben adták elő, fellépési sorrendben másodikként a Finnországot képviselő Sandhja Sing It Away című dala után, és a Moldovát képviselő Lidia Isac Falling Stars című dala előtt. Az elődöntőben a tizenhatodik helyen végeztek, így nem jutottak tovább a május 14-i döntőbe. Ez volt az első alkalom Görögország eurovíziós történelmében, hogy az országot képviselő dal nem jutott tovább a dalfesztivál döntőjébe.
A következő görög induló Demy This Is Love című dala volt a 2017-es Eurovíziós Dalfesztiválon.